# Gbadamosi Amosa
Gbadamosi Amosa (15 aprile 1942) è un ex calciatore ghanese.

## Carriera
Partecipò alle Olimpiadi del 1968.